# Fractura de canya verda

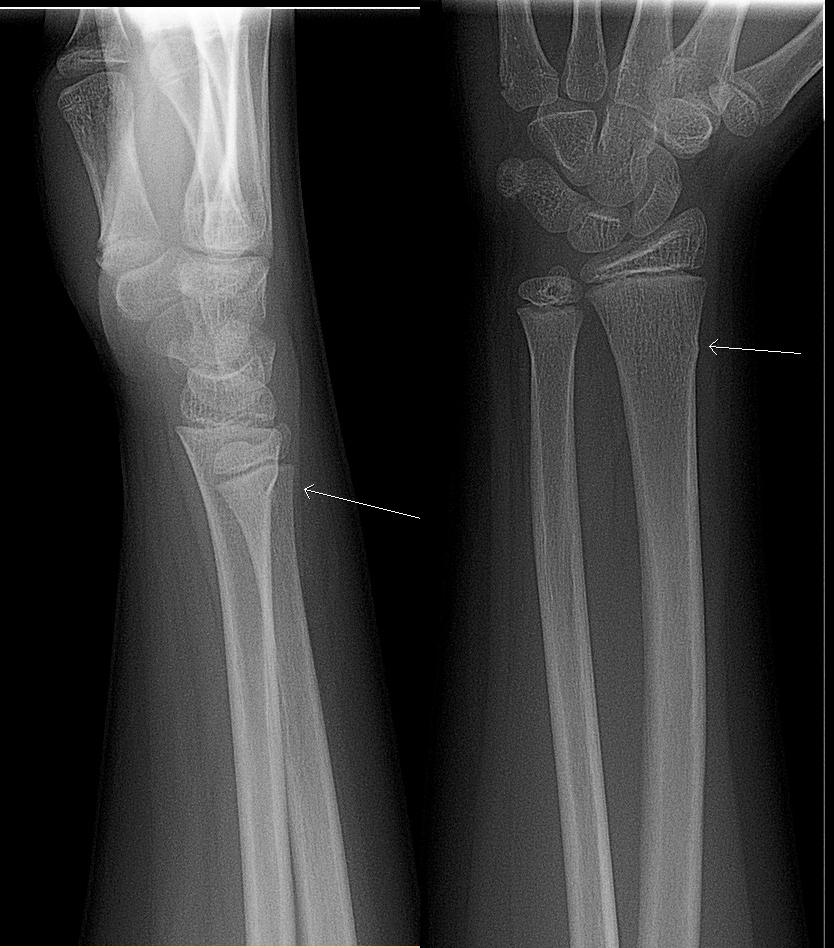
Raigs-X d'una fractura en tija verda

Una fractura de canya verda o fractura de branca verda és un tipus de fractura òssia molt comuna en els nens. És una fractura situada en la diàfisi de l'os, causada per una hiperflexió. És una fractura de l'os cortical amb un trencament del periosti implicat, mentre que el periosti i l'os cortical just al costat de la concavitat resten intactes.
És una fractura estable per la persistència de la frontissa periòstica, però amb un risc de desplaçament secundari. De fet, és una fractura amb bon pronòstic.
S'intenta primer el tractament ortopèdic (reducció). Una vegada aquesta reducció ha estat satisfactòria, ve seguida sistemàticament d'una immobilització amb escaiola ortopèdica.